# At War with Reality
At War with Reality peti je studijski album At the Gatesa, švedskog sastava melodičnog death metala. Album je 28. listopada 2014. godine objavila diskografska kuća Century Media Records, kojoj je ovo bio prvi objavljeni album grupe. Ovo je prvi glazbeni uradak sastava od albuma Slaughter of the Soul (1995.), označivši tako najdulji razmak između objava albuma u njegovoj karijeri, iako su razlozi za tako dugačak raspon vremena bili prethodni raspad skupine te kasnije, nakon ponovnog okupljanja, nepostojanje planova za snimanje novog albuma. At War with Reality konceptualan je album baziran na književnom žanru magičnog realizma. Album je dobio pozitivne kritike te su za pjesme "Death and the Labyrinth", "Heroes and Tombs", "The Book of Sand (The Abomination)" i "The Night Eternal" bili objavljeni i glazbeni spotovi. Ovo je posljednji album At the Gatesa na kojem je sudjelovao jedan od suosnivača grupe, gitarist Anders Björler, koji ga je napustio u ožujku 2017. godine.

## Pozadina
Nakon raspada 1996. godine, At the Gates je 18. listopada 2007. godine najavio kako će se ponovno okupiti za nekoliko povratničkih koncerata u ljetu 2008. U srpnju 2008. sastav je nastupao širom SAD-a i Kanade na turneji koja će neslužbeno biti nazvana "Suicidal Final Tour"; zadnji se koncert navedene turneje održao 21. rujna 2008. u Ateni, Grčkoj, uz goste The Ocean. Unatoč šačici uspješnih povratničkih koncerata, članovi At the Gatesa izjavili su kako neće snimiti novi album, smatrajući kako bi bilo "besmisleno objaviti nešto deset godina nakon Slaughter of the Soula."
Nakon dvogodišnje pauze u radu, At the Gates je najavio svoje drugo ponovno okupljanje u prosincu 2010., izjavljujući da će "nastupiti na malom broju odabranih koncerata" 2011. godine. Također je najavio da će se "držati izvornog obećanja i da neće skladati novu glazbu." Upitan o mogućnosti novog glazbenog materijala At the Gatesa u listopadu 2012., frontmen Tomas Lindberg je izjavio: "Pa, u suštini, naučio sam nikad ne reći nikad. Rekli smo da nikad više nećemo nastupati i sad [opet] nastupamo. Zadnja turneja na koju smo trebali ići bila je 2008. godine i sad opet održavamo [koncerte]. Naučio sam ne reći nikad, znate."
Dana 21. siječnja 2014., At the Gates je na YouTubeu objavio videozapis koji je prikazivao dijelove tekstova pjesama, nakon čega je uslijedio tekst sadržaja "2014", vjerojatno aludirajući na moguće tekstove skladbi za nadolazeći album. Šest dana kasnije, sastav je na svojoj Facebook stranici putem nove naslovne i profilne slike objavio da je potpisao ugovor s Century Media Records te da će početi snimati svoj peti album, At War with Reality, u lipnju i srpnju za vjerojatnu objavu u listopadu ili studenom 2014. godine. Grupa je 14. kolovoza 2014. objavila kako je dovršila album te da će biti objavljen 28. listopada iste godine.
U intervjuu održanom u studenom 2014. godine, Lindberg je bio upitan hoće li At War with Reality biti posljednji album At the Gatesa ili će skupina nastaviti sa snimanjem. Njegov je odgovor bio: "Ne možemo reći, zapravo. Nemamo nikakvih planova za prestanak, ali smo već lomili obećanja u prošlosti pa bi bilo najbolje da ne kažem ništa." Sastav je otada iskazao interes za objavu naknadnog albuma. Kasnije je potvrdio da At War with Reality neće biti konačni album grupe te da će novi album biti objavljen 2018. godine.
Skupina je u kolovozu 2016. godine zaključila svoju svjetsku turneju za At War With Reality koja je trajala gotovo dvije godine nakon njegove objave. 
Citati iz uvodne skladbe "El altar del dios desconocido" preuzeti su iz romana O junacima i grobovima koji je napisao argentinski književnik Ernesto Sabato.

## Popis pjesama
Tekstovi: Tomas Lindberg, osim pjesme 1 čiji je tekst napisao Ernesto Sabato, glazba: Anders i Jonas Björler.
| 1.    | »El altar del dios desconocido« (Oltar nepoznatog boga) | 1:06 |
| 2.    | »Death and the Labyrinth«                               | 2:32 |
| 3.    | »At War with Reality«                                   | 3:08 |
| 4.    | »The Circular Ruins«                                    | 4:27 |
| 5.    | »Heroes and Tombs«                                      | 3:59 |
| 6.    | »The Conspiracy of the Blind«                           | 3:18 |
| 7.    | »Order from Chaos«                                      | 3:25 |
| 8.    | »The Book of Sand (The Abomination)«                    | 4:27 |
| 9.    | »The Head of the Hydra«                                 | 3:38 |
| 10.   | »City of Mirrors« (instrumental)                        | 2:05 |
| 11.   | »Eater of Gods«                                         | 3:50 |
| 12.   | »Upon Pillars of Dust«                                  | 2:39 |
| 13.   | »The Night Eternal«                                     | 5:42 |
| 44:16 |                                                         |      |

| Bonus CD s ograničene artbook inačice | Bonus CD s ograničene artbook inačice | Bonus CD s ograničene artbook inačice | Bonus CD s ograničene artbook inačice | Bonus CD s ograničene artbook inačice | Bonus CD s ograničene artbook inačice | Bonus CD s ograničene artbook inačice | Bonus CD s ograničene artbook inačice | Bonus CD s ograničene artbook inačice | Bonus CD s ograničene artbook inačice |
| Br.                                   | Skladba                               | Trajanje                              |                                       |                                       |                                       |                                       |                                       |                                       |                                       |
| ------------------------------------- | ------------------------------------- | ------------------------------------- | ------------------------------------- | ------------------------------------- | ------------------------------------- | ------------------------------------- | ------------------------------------- | ------------------------------------- | ------------------------------------- |
| 1.                                    | »Language of the Dead«                | 4:09                                  |                                       |                                       |                                       |                                       |                                       |                                       |                                       |
| 2.                                    | »The Skin of a Fire«                  | 4:14                                  |                                       |                                       |                                       |                                       |                                       |                                       |                                       |
| 3.                                    | »Re-Animation« (obrada Sacrificea)    | 3:38                                  |                                       |                                       |                                       |                                       |                                       |                                       |                                       |
| 4.                                    | »Eater of Gods« (demo)                | 3:49                                  |                                       |                                       |                                       |                                       |                                       |                                       |                                       |
| 15:50                                 |                                       |                                       |                                       |                                       |                                       |                                       |                                       |                                       |                                       |

## Recenzije
At War with Reality zadobio je uglavnom pozitivne kritike. Ray Van Horn, Jr. sa stranice Blabbermouth.net dodijelio je albumu osam i pol od deset zvjezdica, nazvavši ga "vjerojatno najiščekivanijim metal albumom" 2014. godine. Zaključio je svoju recenziju izjavivši da "At the Gates od ovog albuma pravi mljeveno meso i efikasno sklada većinu svojih skladbi tako da traju puno manje nego kod njihovih sljedbenika. Prosječna pjesma s At War with Realityja traje između dvije i pol te četiri minute, a opet se čini kao da je prošlo puno više vremena. To je nešto posebno. Nehotično i nepravedno kreditiran za uspon metalcorea, At the Gates objavljuje demonstrativni povratnički album koji je jednostavno metal, zaboravite poveznice s 'core-ima'."
At War with Reality bio je prvi album At the Gatesa koji se našao na ljestvicama u više država. Album se našao na trećem mjestu švedske ljestvice Sverigetopplistan, te na 53. mjestu na ljestvici Billboard 200.

## Zasluge
| At the Gates - Jonas Björler – bas-gitara - Adrian Erlandsson – bubnjevi - Anders Björler – gitara - Tomas Lindberg – vokali - Martin Larsson – gitara Dodatni glazbenici - Anton Reisenegger – naracija (na pjesmi 1) | Ostalo osoblje - Costin Chioreanu – ilustracije, dizajn - Henrik Udd – snimanje, inženjer zvuka - Charlie Storm – miksanje (pjesme 1) - Danny Biggin – snimanje (pjesme 1 i vokala) - Gina Săndulescu – fotografija - Fredrik Nordström – produkcija, snimanje, inženjer zvuka - Jens Bogren – miksanje, mastering - Dan Biggin – snimanje (pjesme 1 i vokala) - Johan Henriksson – dodatno snimanje, uređivanje |